# Moncef El Gaïed
Moncef El Gaïed (arabe : منصف القايد), né le 16 novembre 1940 à Kairouan et mort le 10 mai 2017 est un joueur de football international tunisien évoluant au poste d’ailier gauche.

## Biographie
Né à Kairouan, à l’occasion d’un bref séjour de sa famille, il mène des études à Sfax, mais le football l’attire également. Il rejoint les rangs du Club sportif sfaxien, où il profite du charisme de Mohamed Najar et Taoufik Ben Slama pour se fixer une aspiration dans le sport. Son talent se conjugue dès lors avec la science de Milan Kristić, recruté en 1960, pour lui donner sa pleine dimension et son tempérament de leader. Déjà junior, il remporte le championnat de Tunisie de la catégorie. Il est également appelé en équipe de Tunisie où ses études ne lui permettent pas d’étaler son talent. Il remporte en 1963 la coupe Hédi Chaker et se distingue tout au long de sa carrière par son fair-play, l’élégance de son jeu et sa technique.
Mais sa passion pour la recherche scientifique finit par l’emporter et, en 1967, il part en France pour préparer un doctorat en chimie. De retour au pays, il est d’abord enseignant universitaire, puis est nommé directeur général de la recherche scientifique au ministère de l’Enseignement supérieur. Lorsque Tunis est choisie pour organiser les quatorzièmes Jeux méditerranéens (2-15 septembre 2001), le président du comité d’organisation, Abdelhamid Escheikh, fait appel à lui dès 1999 pour le désigner en tant que directeur général. De son côté, reconnaissant sa compétence, la Fédération tunisienne de football lui confie de hautes missions qu’il accomplie avec succès.

## Palmarès
- Vice-champion de Tunisie en 1966 avec le Club sportif sfaxien
- Vainqueur de la coupe Hédi Chaker en 1963 et 1966 avec le Club sportif sfaxien